# Lista de deputados estaduais de Goiás da 13.ª legislatura
Essa é uma lista de deputados estaduais de Goiás eleitos para o período 1995-1999.

## Composição das bancadas
| Partido | Líder                     | Bancada | Posição  |
| ------- | ------------------------- | ------- | -------- |
| PMDB    | Pedro Pinheiro Chaves     | 11 / 41 | Governo  |
| PL      | José Nelto                | 5 / 41  | Governo  |
| PSD     | Tito Coelho Cardoso       | 5 / 41  | Governo  |
| PPR     | Nelci Silva Spadoni       | 4 / 41  | Oposição |
| PFL     | Dr. Helio de Sousa        | 4 / 41  | Oposição |
| PSDB    | Paulo Serrano             | 4 / 41  | Oposição |
| PP      | Luiz Teixeira Chaves      | 3 / 41  | Oposição |
| PT      | José Lopes                | 3 / 41  | Oposição |
| PCdoB   | Denise Aparecida Carvalho | 1 / 41  | Oposição |
| PTB     | Eurípedes Pereira         | 1 / 41  | Oposição |

## Deputados estaduais
| Número | Deputado por ordem de votação         | Partido | Votação | Porcentagem | Cidade onde nasceu        | Estado       |
| 11120  | Nelci Silva Spadoni                   | PPR     | 19.532  | 1,34%       | São Roque                 | São Paulo    |
| 15166  | Pedro Pinheiro Chaves                 | PMDB    | 18.940  | 1,29%       | São Domingos              | Goiás        |
| 15102  | Francisco Roberto Tomazini            | PMDB    | 18.227  | 1,25%       | Nuporanga                 | São Paulo    |
| 15136  | Liosmar Evaristo Mendanha             | PMDB    | 17.286  | 1,18%       | Inhumas                   | Goiás        |
| 15108  | Mara Merly de Pina Naves              | PMDB    | 16.606  | 1,14%       | Goianésia                 | Goiás        |
| 15162  | Dária Alves Rodrigues                 | PMDB    | 16.293  | 1,11%       | Trindade                  | Goiás        |
| 25111  | Dr. Hélio Antônio de Sousa            | PFL     | 16.156  | 1,10%       | Buriti Alegre             | Goiás        |
| 39133  | Onaide Silva Santillo                 | PP      | 15.980  | 1,09%       | Anápolis                  | Goiás        |
| 11144  | Aluzair Rosa dos Santos               | PPR     | 15.382  | 1,05%       | Morrinhos                 | Goiás        |
| 25190  | Sandes Júnior                         | PFL     | 15.304  | 1,05%       | Porto Nacional            | Tocantins    |
| 15159  | Luiz Bittencourt                      | PMDB    | 14.915  | 1,02%       | Goiânia                   | Goiás        |
| 15141  | Jose Essado Neto                      | PMDB    | 14.174  | 0,97%       | Inhumas                   | Goiás        |
| 22280  | José Nelto                            | PL      | 14.138  | 0,97%       | Tiros                     | Minas Gerais |
| 65111  | Denise Aparecida Carvalho             | PCdoB   | 13.007  | 0,89%       | São Paulo                 | São Paulo    |
| 13170  | José Lopes                            | PT      | 12.650  | 0,86%       | Petrolina de Goiás        | Goiás        |
| 15152  | Mário Miguel Ghannam                  | PMDB    | 12.634  | 0,86%       | Goiânia                   | Goiás        |
| 15186  | Romilton Moraes                       | PMDB    | 12.452  | 0,85%       | Goiânia                   | Goiás        |
| 15101  | Helenês Cândido                       | PMDB    | 12.370  | 0,85%       | Morrinhos                 | Goiás        |
| 45110  | Paulo Serrano Borges                  | PSDB    | 12.228  | 0,84%       | Jataí                     | Goiás        |
| 15110  | Jossivani de Oliveira                 | PMDB    | 12.131  | 0,83%       | Goiânia                   | Goiás        |
| 25101  | Odair de Resende                      | PFL     | 11.437  | 0,78%       | Quirinópolis              | Goiás        |
| 11116  | Tião Caroço                           | PPR     | 10.738  | 0,73%       | Formosa                   | Goiás        |
| 22123  | Antonino Camilo de Andrade            | PL      | 10.717  | 0,73%       | Patos de Minas            | Minas Gerais |
| 41108  | Tito Coelho Cardoso                   | PSD     | 10.477  | 0,72%       | Itapuranga                | Goiás        |
| 41138  | Carlos Luz Elias                      | PSD     | 10.439  | 0,71%       | Uberlândia                | Minas Gerais |
| 41122  | Ricardo Yano                          | PSD     | 10.393  | 0,71%       | Goiânia                   | Goiás        |
| 39188  | Luiz Teixeira Chaves                  | PP      | 10.299  | 0,70%       | Niquelândia               | Goiás        |
| 11112  | Ibsen Henrique de Castro              | PPR     | 10.290  | 0,70%       | Morrinhos                 | Goiás        |
| 45190  | Nei Dias Percussor                    | PSDB    | 10.258  | 0,70%       | Trindade                  | Goiás        |
| 22133  | José Silveira Lima                    | PL      | 9.854   | 0,67%       | São Francisco do Maranhão | Maranhão     |
| 14111  | Eurípedes Pereira Ferreira            | PTB     | 9.755   | 0,67%       | Catalão                   | Goiás        |
| 22102  | Geovan Freitas Carvalho               | PL      | 9.527   | 0,65%       | Jataí                     | Goiás        |
| 45155  | José Luciano da Fonseca               | PSDB    | 9.430   | 0,64%       | Itaberaí                  | Goiás        |
| 25188  | Luiz Antônio Caiado Guedes de Amorim  | PFL     | 9.190   | 0,63%       | Goiânia                   | Goiás        |
| 22144  | Abdul Hamid Sebba                     | PL      | 9.137   | 0,62%       | Araguari                  | Minas Gerais |
| 13103  | Valdi Camrcio Bezerra                 | PT      | 8.894   | 0,61%       | Porto Nacional            | Tocantins    |
| 45150  | Sebastião Joaquim Pereira Neto Tejota | PSDB    | 8.836   | 0,60%       | Montalvânia               | Minas Gerais |
| 41118  | Paulo Rodrigues de Freitas            | PSD     | 8.820   | 0,60%       | Cachoeira Alta            | Goiás        |
| 41104  | Francisco Bento da Silva              | PSD     | 8.484   | 0,58%       | São José de Piranhas      | Paraíba      |
| 39120  | Doriocan José dos Santos              | PP      | 8.332   | 0,57%       | Catalão                   | Goiás        |
| 13111  | Humberto Aidar                        | PT      | 6.959   | 0,48%       | Inhumas                   | Goiás        |